# Оріуела
Оріуела, Ориве́ла, Оріо́ла (ісп. Orihuela, ісп. вимова: [oriˈwela]; валенс. Oriola, валенс. вимова [oɾiˈɔla]) — місто і муніципалітет в Іспанії, у складі автономної спільноти Валенсія, у провінції Аліканте. Населення — 80 784 особи (2022).

## Географія
Місто розташоване на відстані близько 350 км на південний схід від Мадрида, 49 км на південний захід від Аліканте.
На території муніципалітету розташовані такі населені пункти: (дані про населення за 2010 рік)
- Ла-Апаресіда: 2110 осіб
- Арнева: 1198 осіб
- Барбарроха: 106 осіб
- Райгеро-де-Бонанса: 1384 особи
- Каміно-де-Беньєль: 789 осіб
- Каміно-В'єхо-де-Кальйоса: 458 осіб
- Ла-Кампанета: 1186 осіб
- Оріуела-Коста: 29263 особи
- Коррентіас-Бахас: 62 особи
- Коррентіас-Медіас: 925 осіб
- Лос-Десампарадос: 2086 осіб
- Ель-Ескорратель: 908 осіб
- Лос-Уертос: 125 осіб
- Урчильйо: 1091 особа
- Медіа-Легуа: 236 осіб
- Моліно-де-ла-Сьюдад: 300 осіб
- Молінс: 1466 осіб
- Ель-Мудам'єнто: 465 осіб
- Ла-Мурада: 3241 особа
- Лас-Норіас: 957 осіб
- Оріуела: 33299 осіб
- Паррокія-де-ла-Матанса: 1084 особи
- Сан-Бартоломе: 2510 осіб
- Торремендо: 1864 особи

## Демографія
Динаміка населення (INE ):

## Релігія
- Центр Оріуело-Алікантської діоцезії Католицької церкви.

## Відомі особистості
В поселенні народився:
- Кароліна Паскуаль (* 1976) — іспанська гімнастка.

## Галерея
- Оріуела

Карта комарки Вега-Баха-дель-Сегура. Оріуела - адміністративний центр комарки
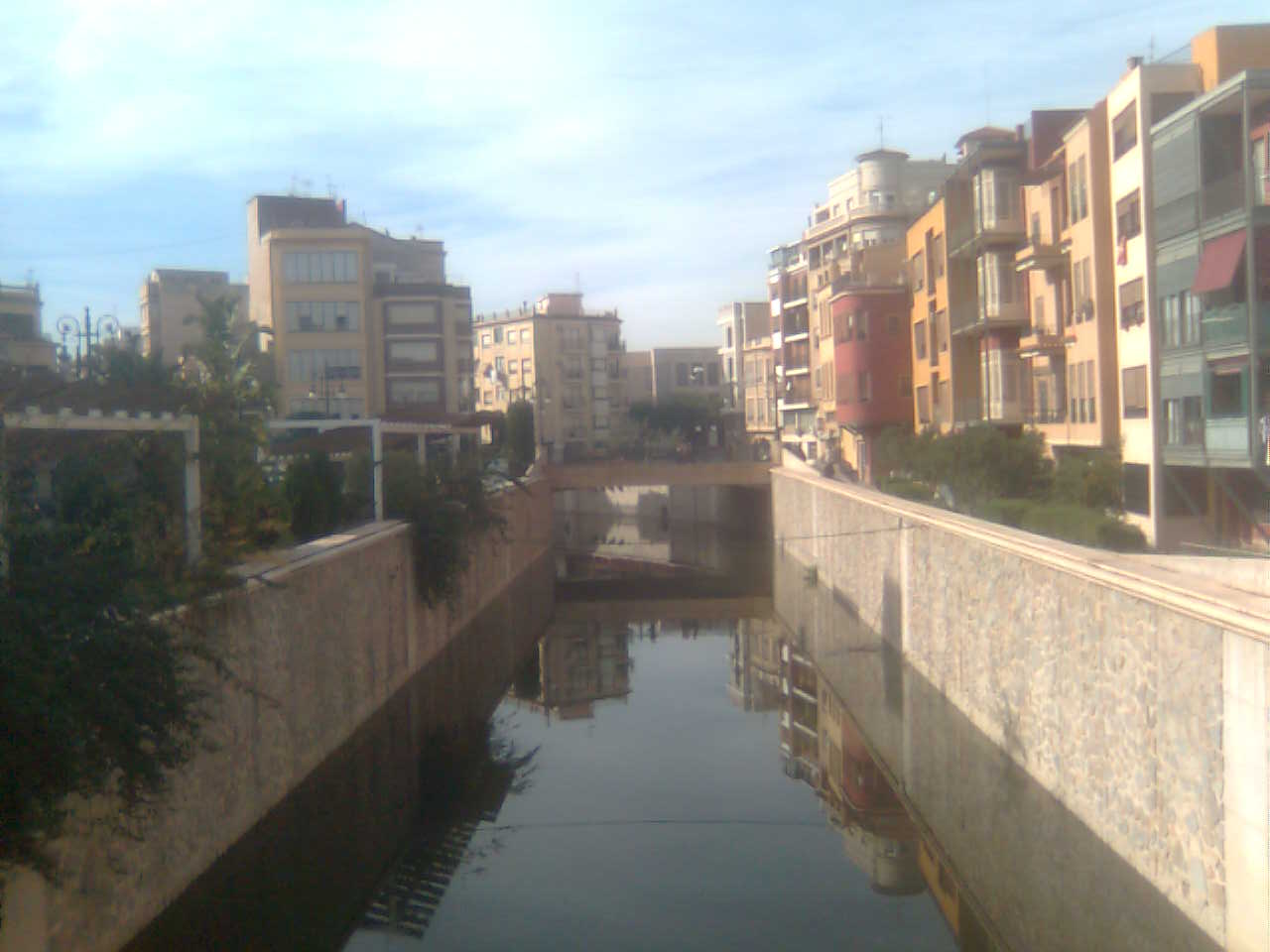
Річка Сегура у центрі Оріуели
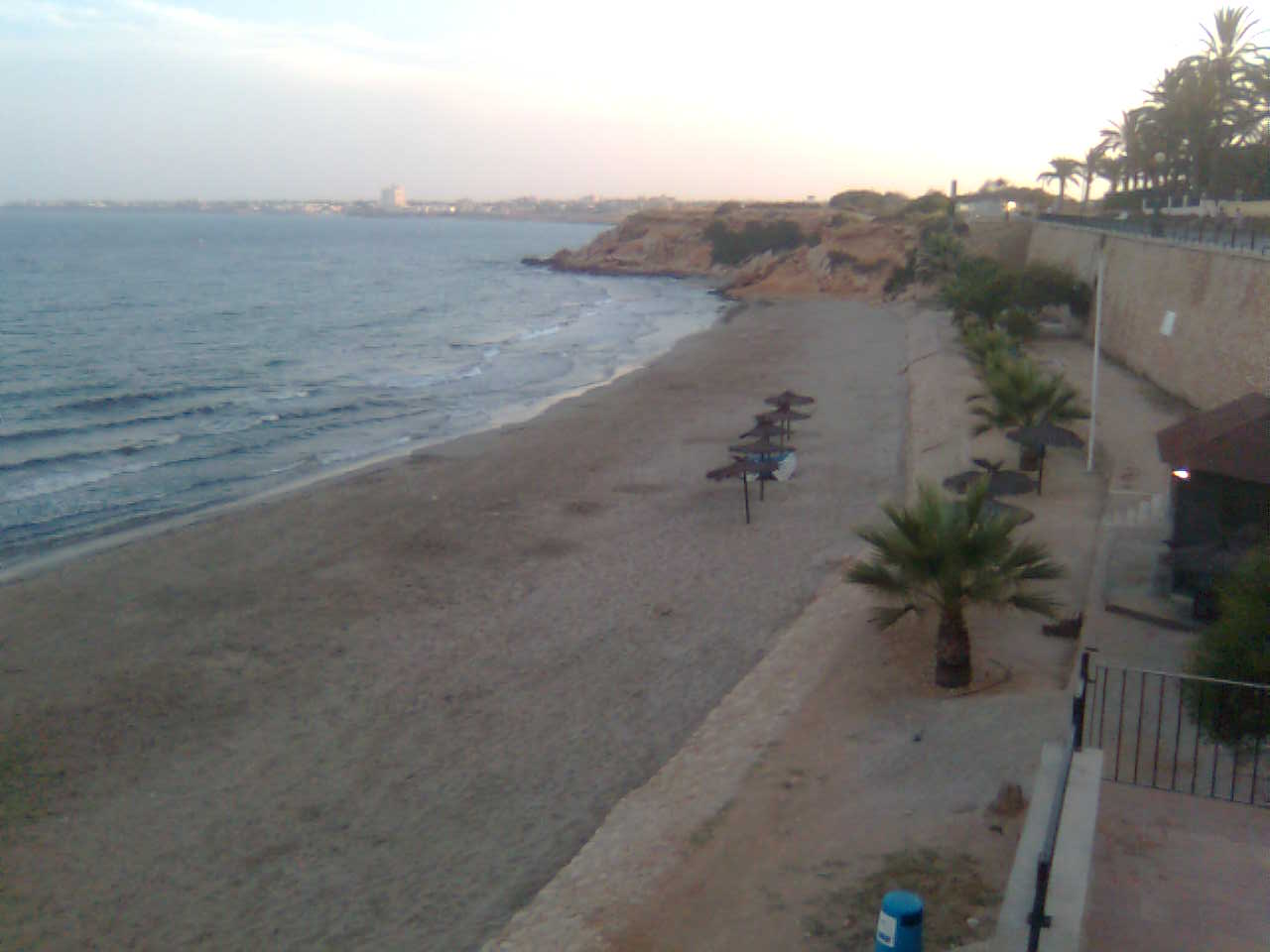
Пляж
- Оріуела у підніжжя гір Сьєрра-де-Оріуела
- Оріуела і Сьєрра-де-Урчильйо
- Річка Сегура у Лос-Десампарадосі
- Водосховище Ла-Педрера
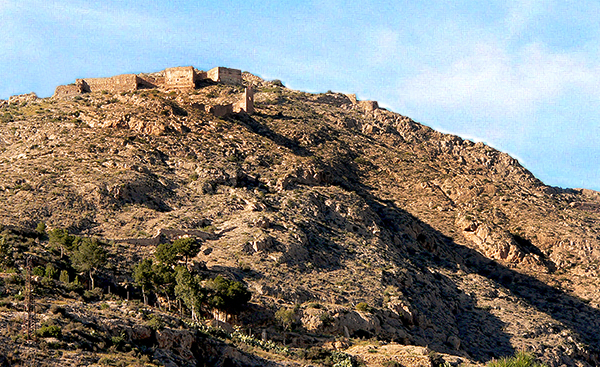
Замок Оріуели
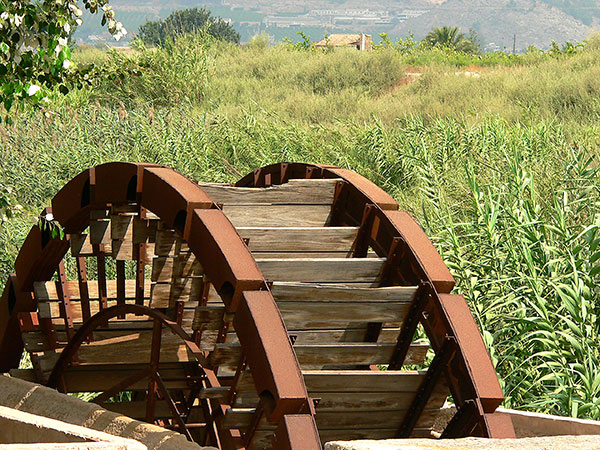
Норія у Лас-Норіасі
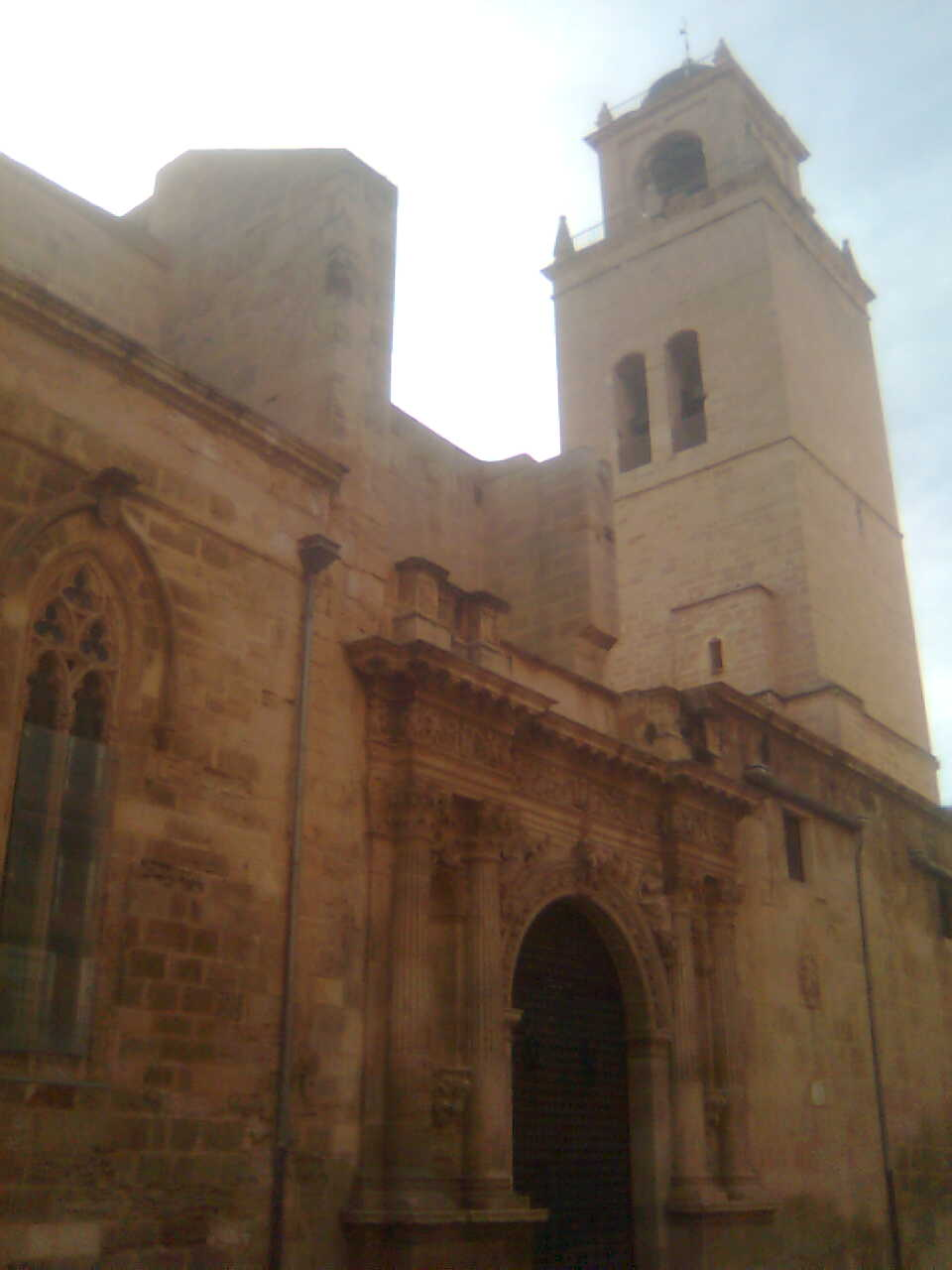
Кафедральний собор Оріуели
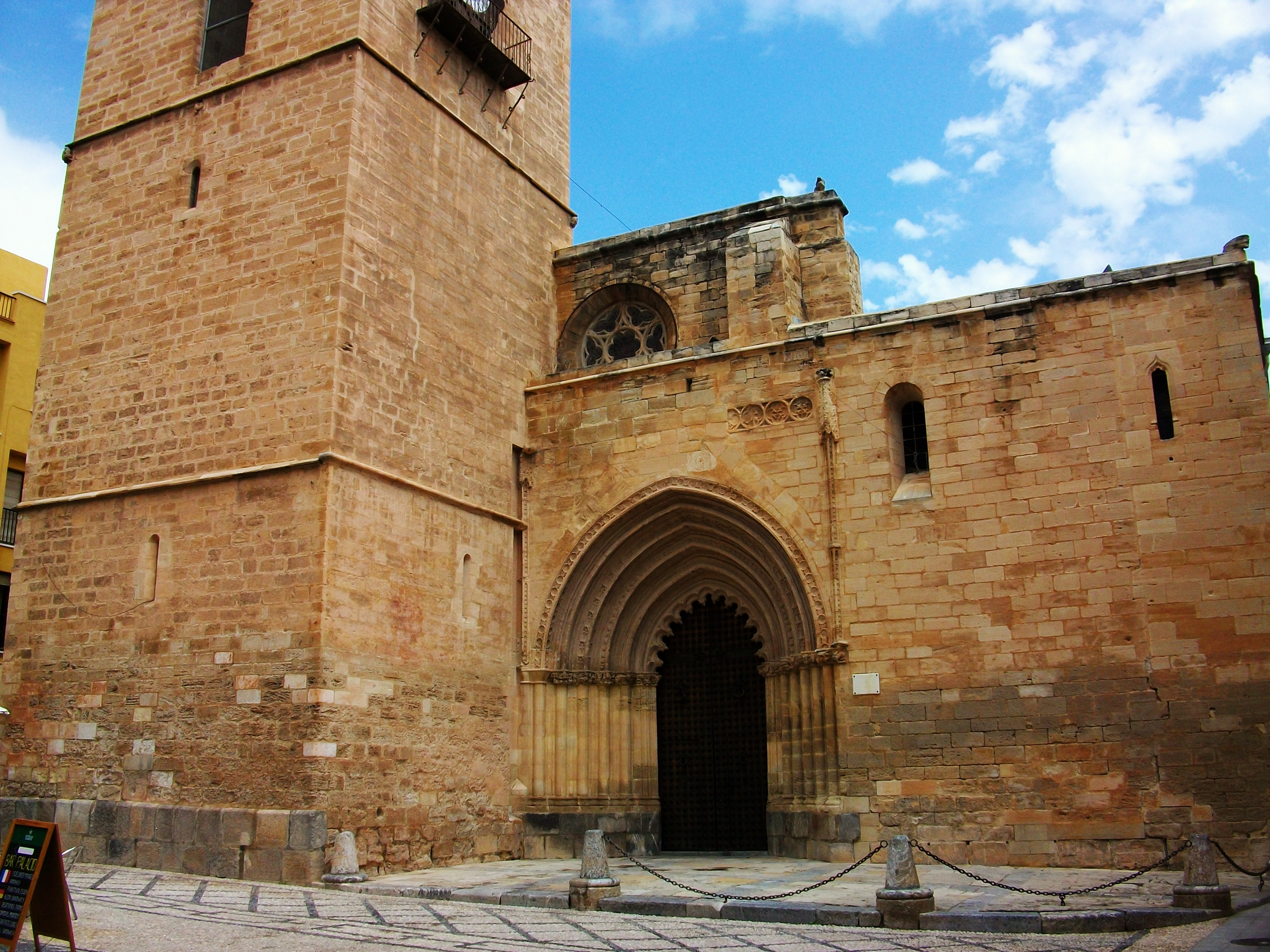
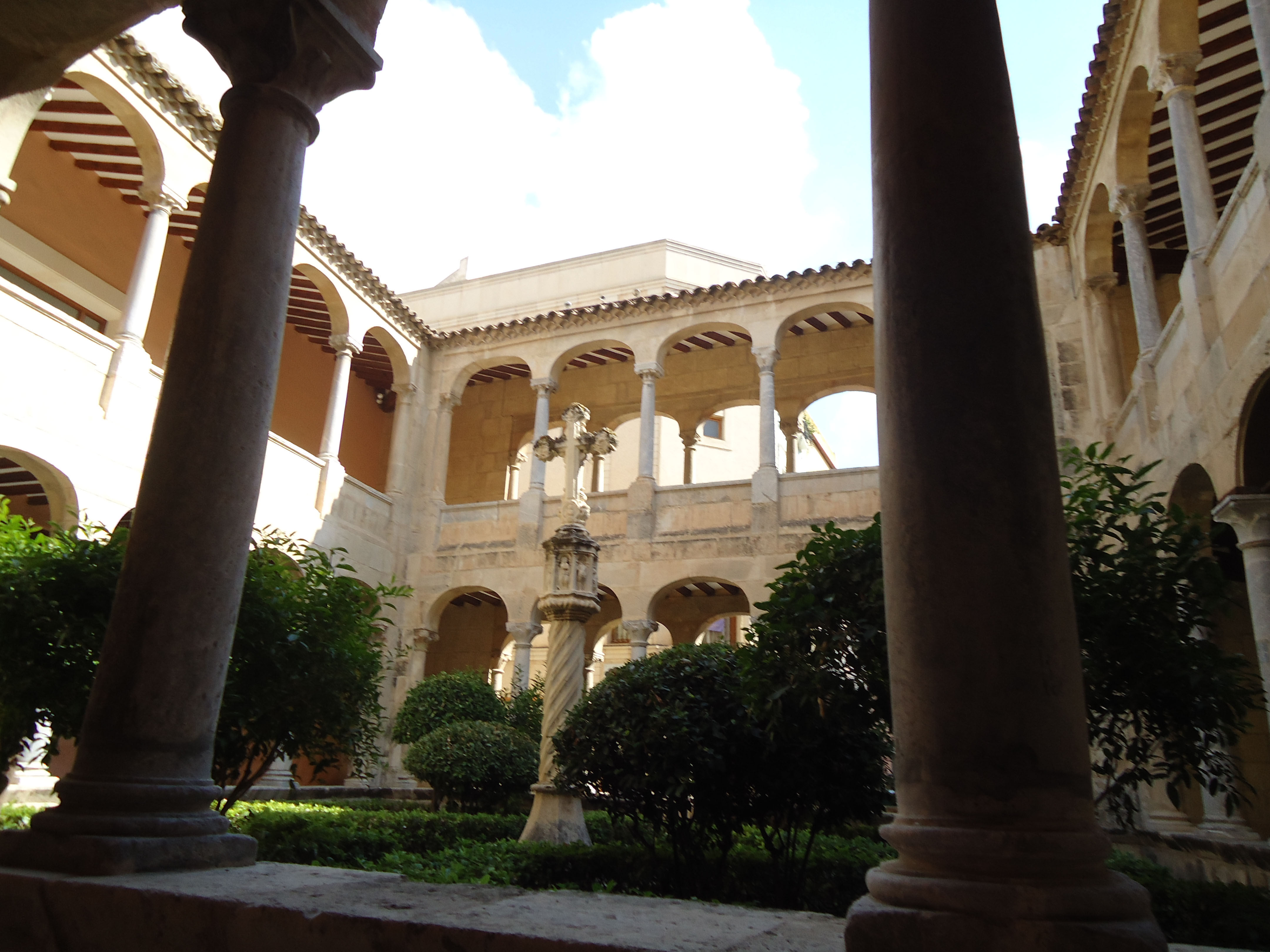
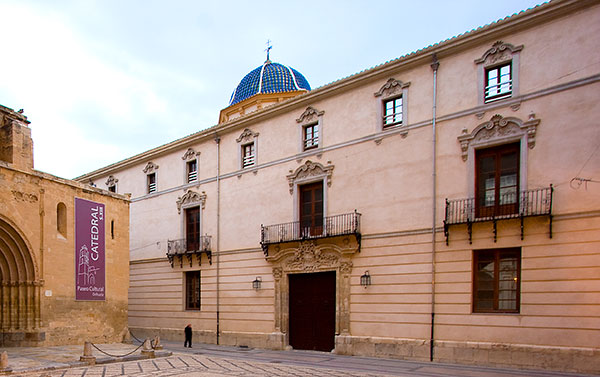
Єпископський палац
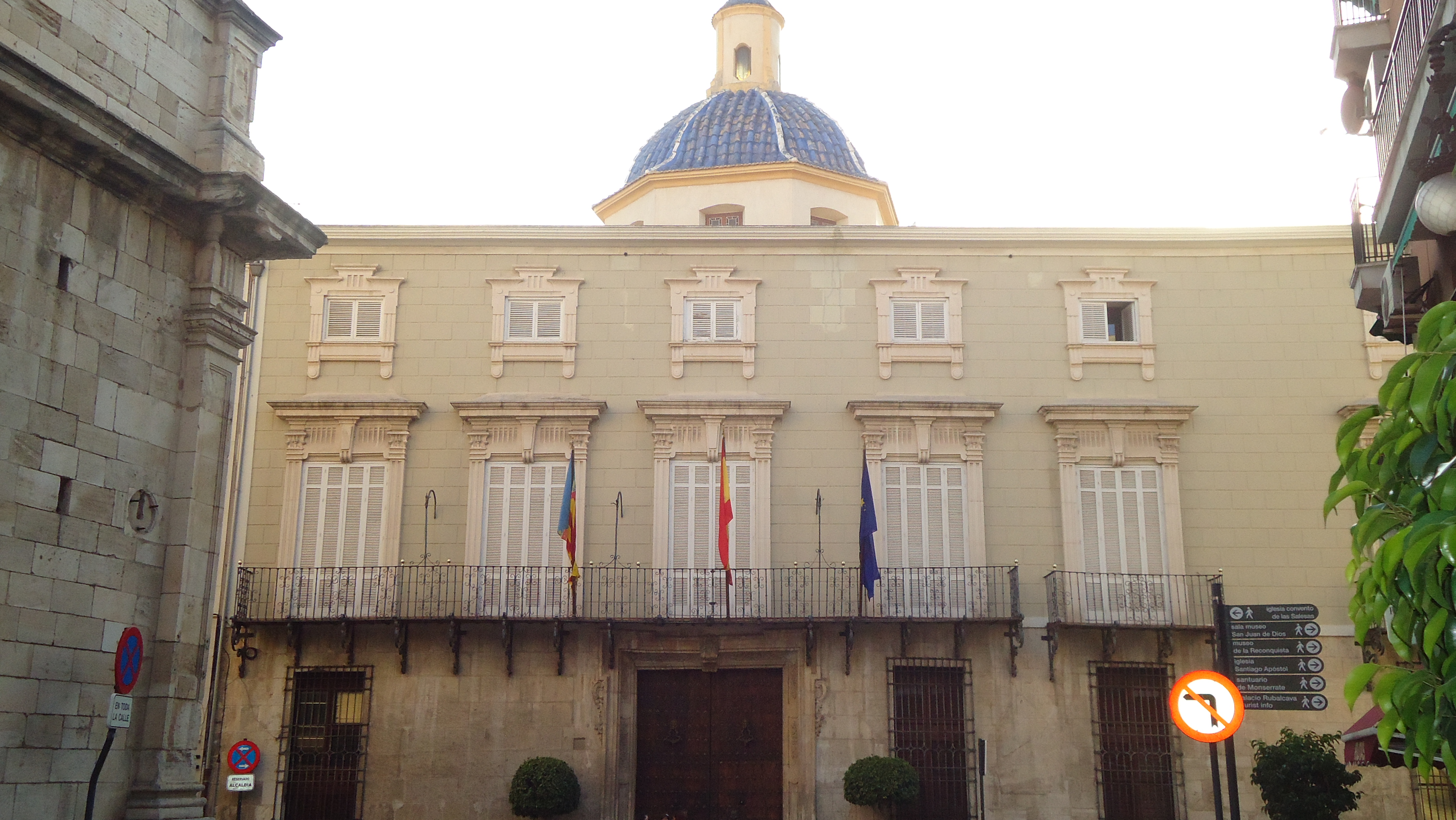
Муніципальна рада
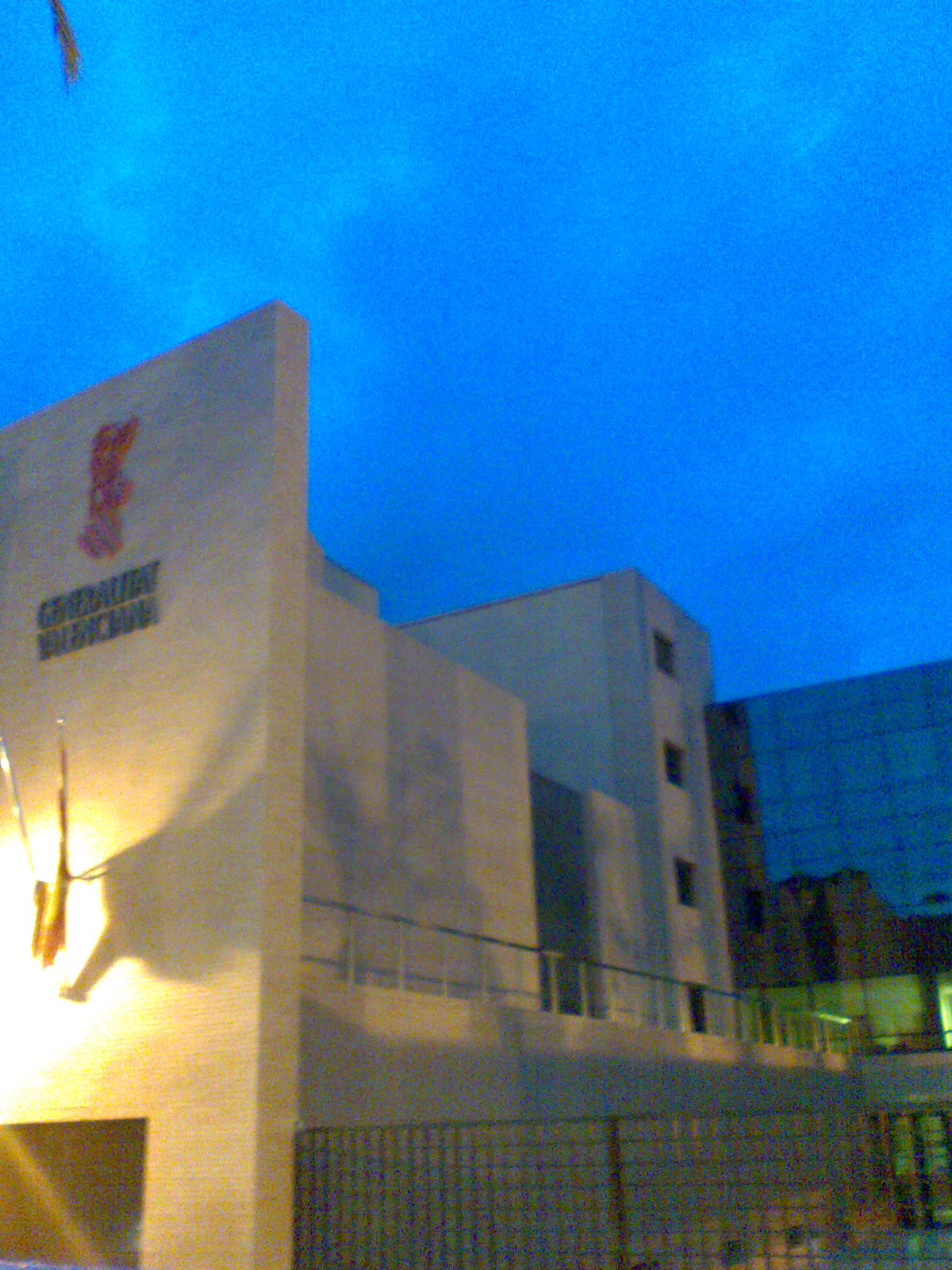
Оріуела, палац юстиції
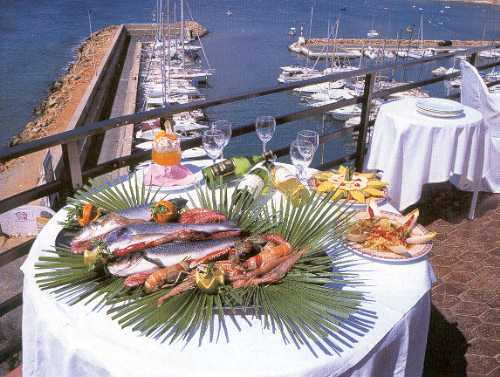

- Пляж у Оріуелі
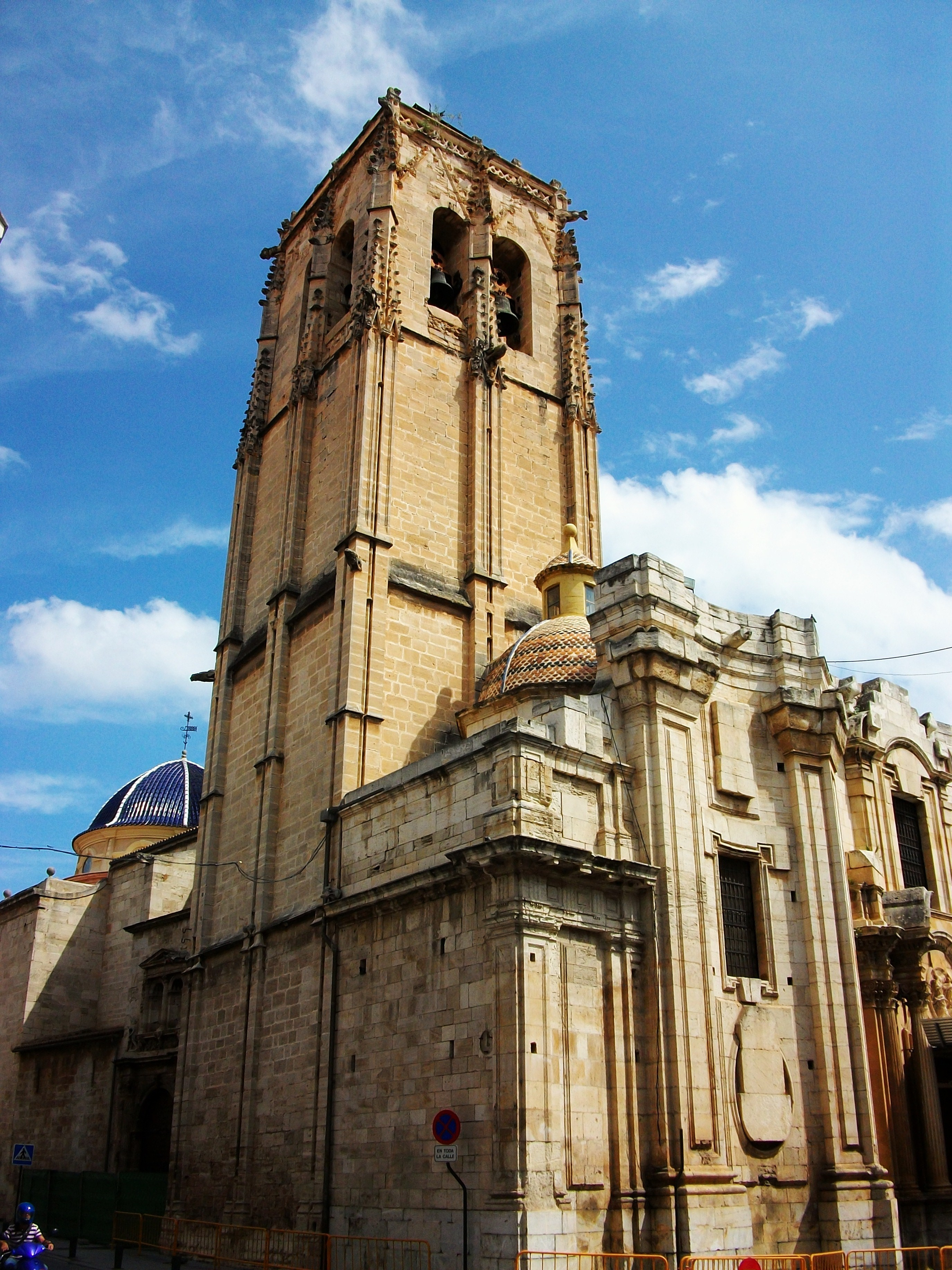
Церква Лас-Сантас-Хуста-і-Руфіна
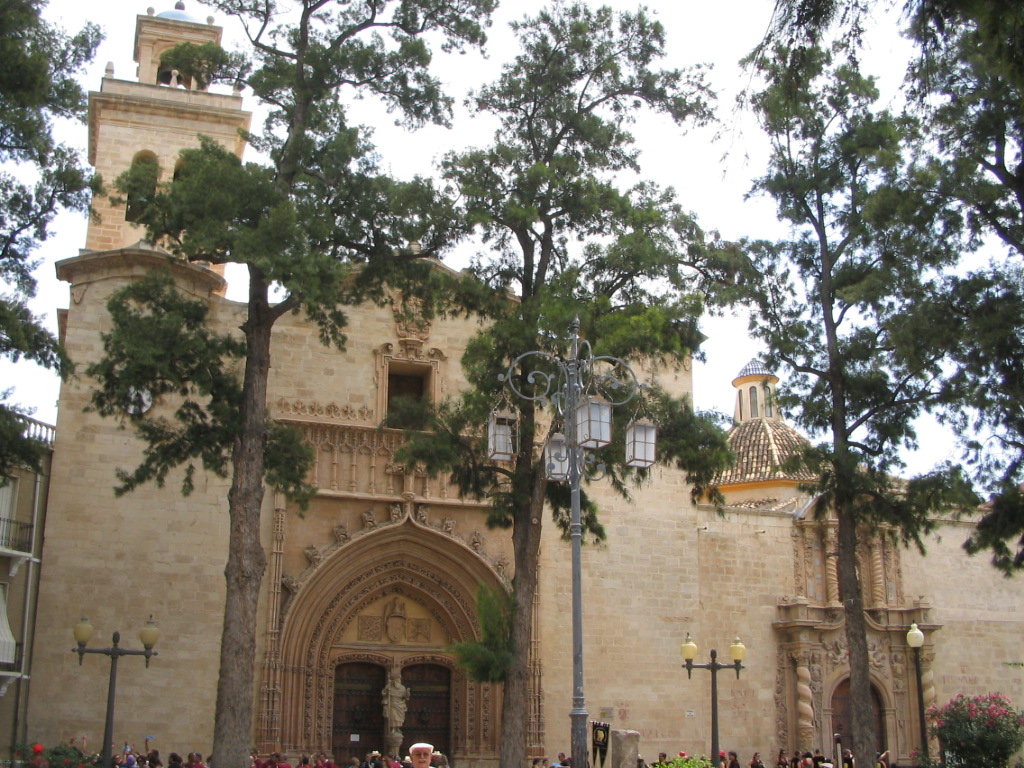
Церква Сантьяго
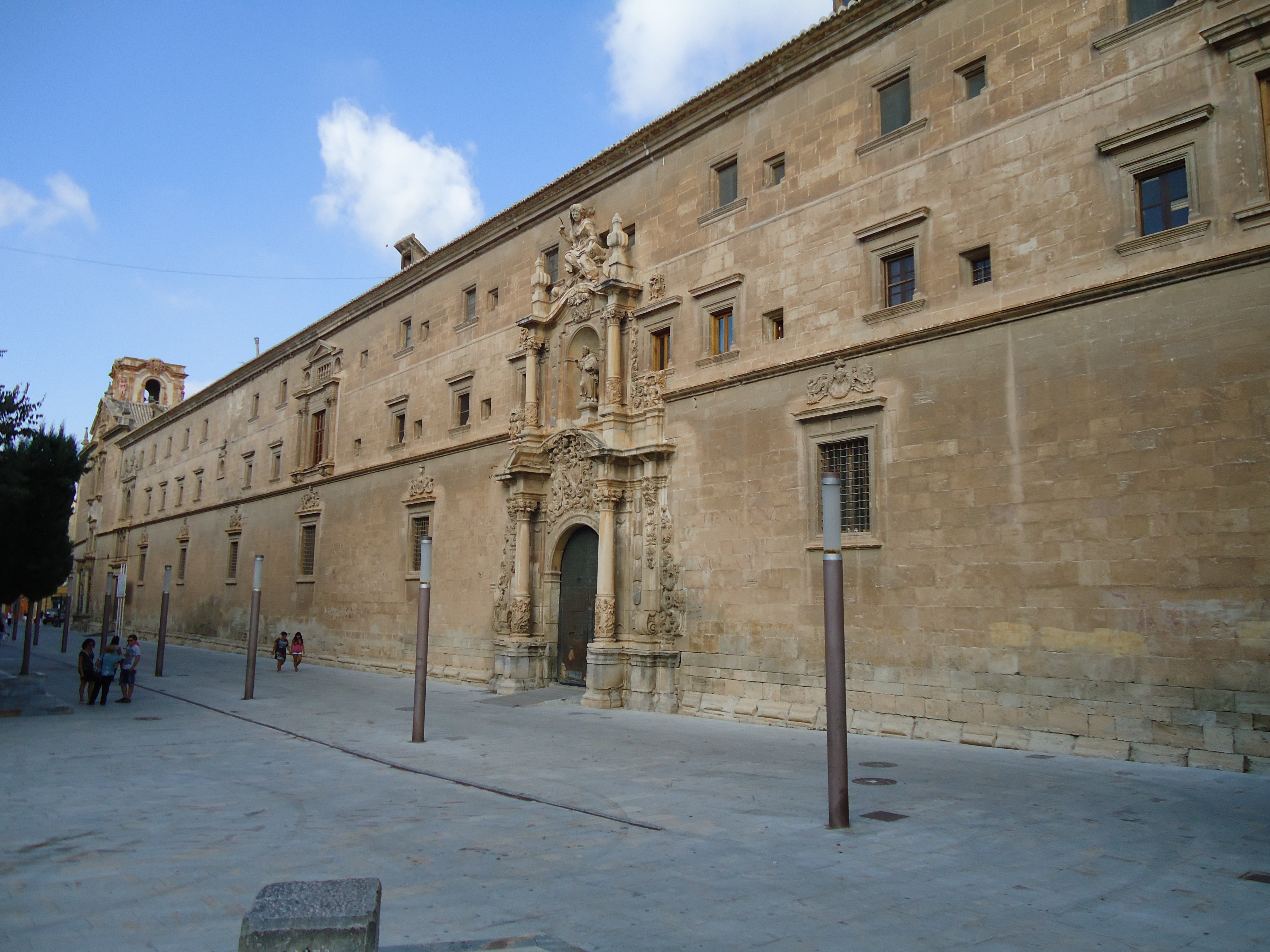
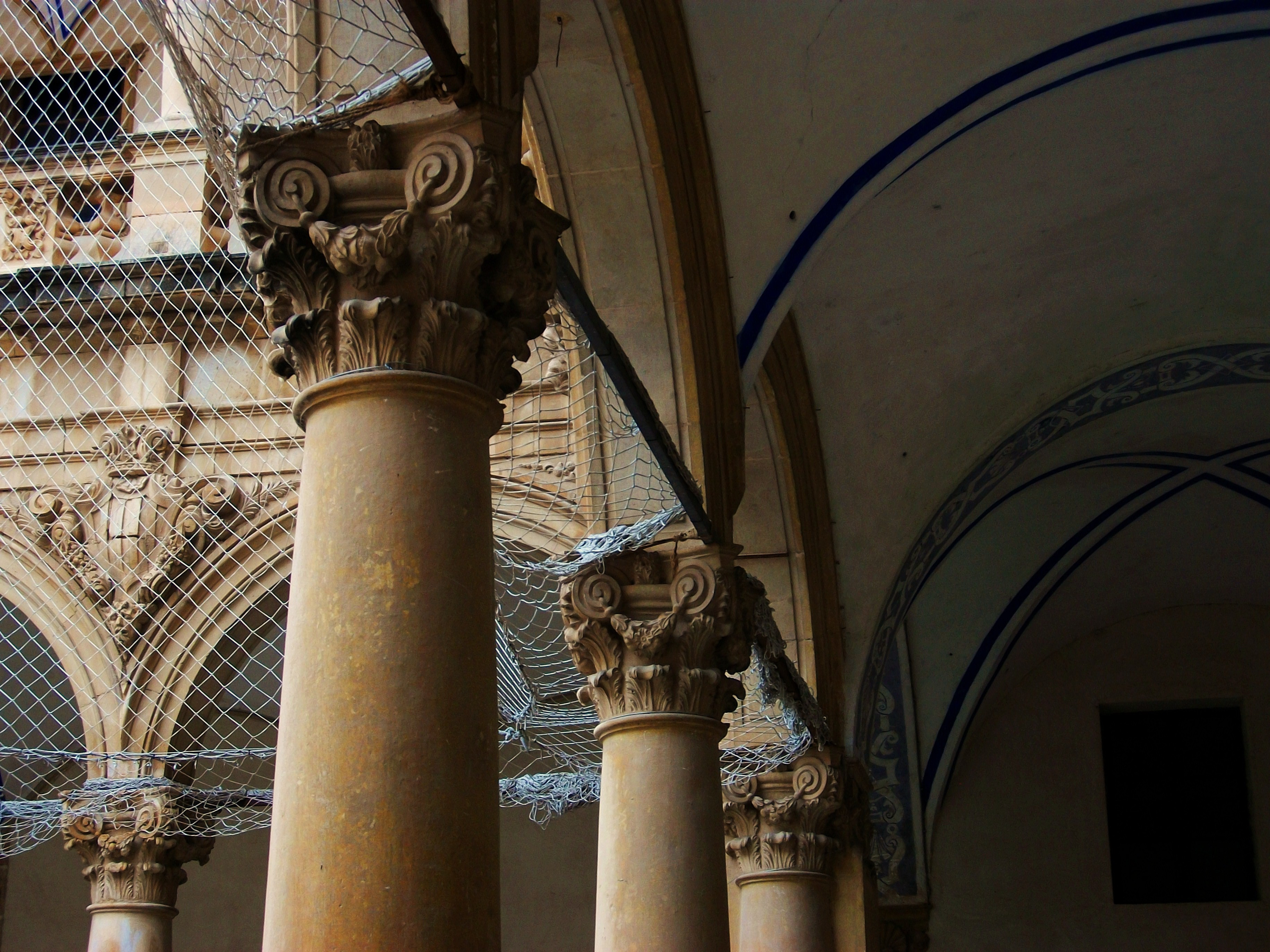
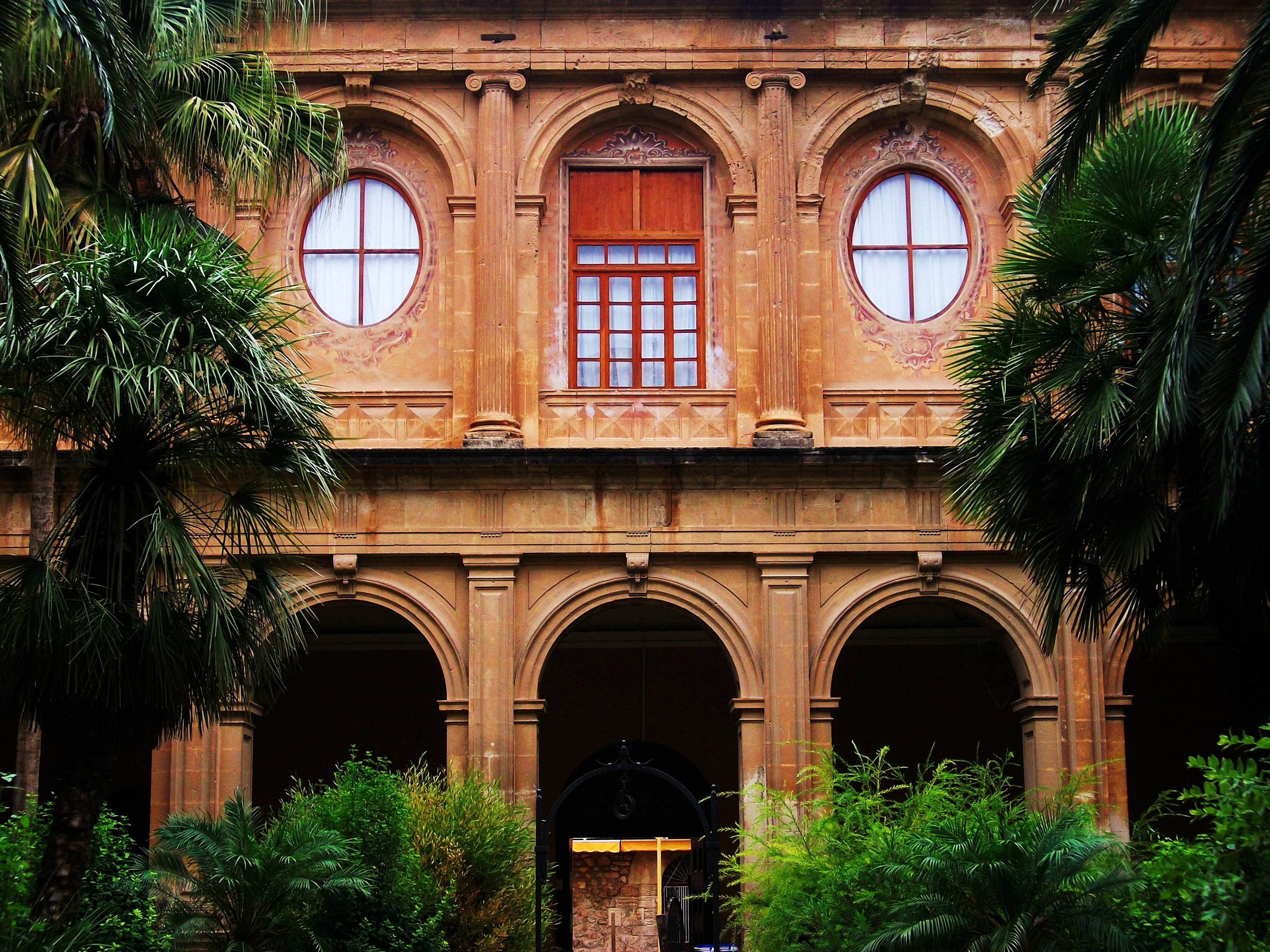
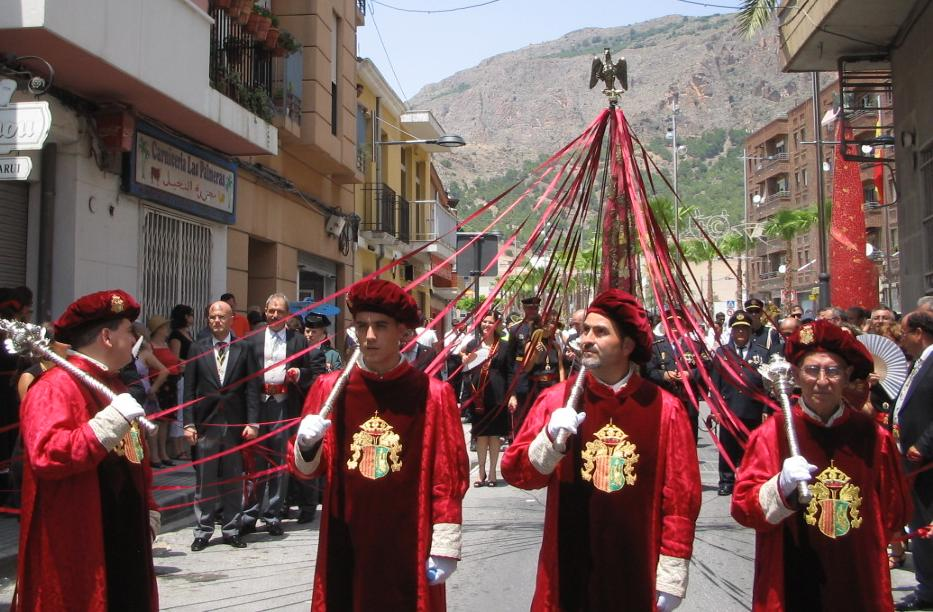